# Mika Kaurismäki

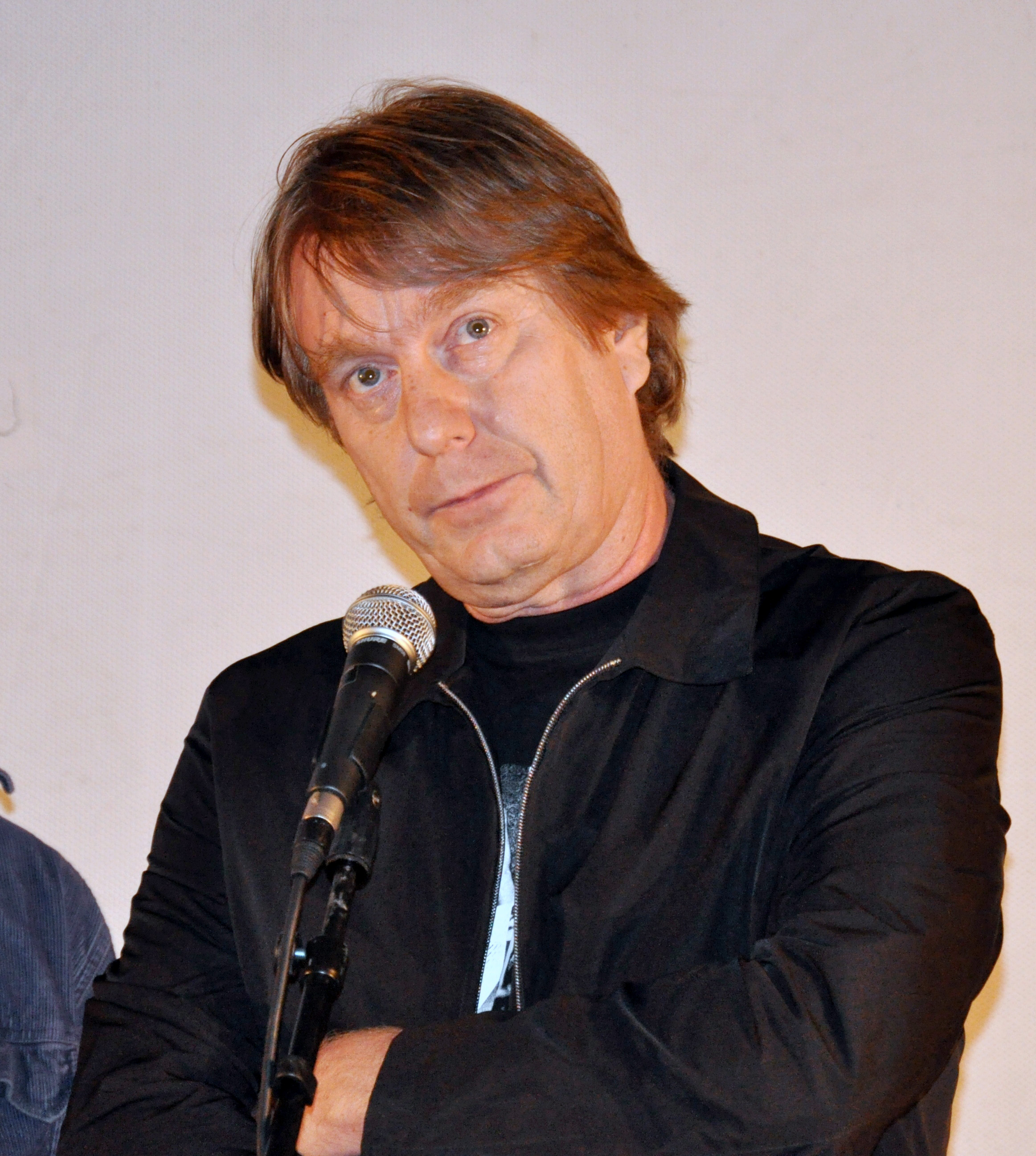
Mika Kaurismäki (2009)

Mika Juhani Kaurismäki (* 21. September 1955 in Orimattila) ist ein finnischer Filmregisseur, Drehbuchautor und Filmproduzent. Er ist der ältere Bruder von Aki Kaurismäki.

## Leben
Mika Kaurismäki studierte von 1977 bis 1981 an der Hochschule für Fernsehen und Film in München. Er gründete zusammen mit seinem Bruder Aki Kaurismäki das Midnight Sun Film Festival und die Verleihfirma Villealfa (benannt nach Alphaville, einem Film von Jean-Luc Godard).
Bisher wurde Kaurismäki acht Mal für den finnischen Filmpreis Jussi nominiert. Davon erhielt er vier Auszeichnungen. Zwei Auszeichnungen für die Beste Regie erhielt er jeweils für 1983 für „Die Wertlosen“ und 1992 für „Zombie and the Ghost Train“. 1988 gewann er einen Jussi für den besten Filmproduzenten von „Helsinki Napoli – All Night Long“.
Mika Kaurismäki lebt seit Anfang der 1990er Jahre in Brasilien.

## Filme
- 1981: Der Lügner (Valehtelija, Kurzfilm)
- 1981: The Saimaa Gesture (Saimaa-ilmiö, Dokumentarfilm, mit Aki Kaurismäki)
- 1982: Jackpot 2 (Kurzfilm)
- 1982: Die Wertlosen (Arvottomat, mit Aki Kaurismäki)
- 1984: Der Clan – Die Geschichte der Frösche (Klaani – tarina Sammakoitten suvusta)
- 1985: Calamari Union (zusammen mit Aki Kaurismäki)
- 1985: Reise in die Finsternis (Rosso)
- 1987: Helsinki-Napoli – All Night Long
- 1988: Night Work (Yötyö, Kurzfilm)
- 1989: Cha Cha Cha
- 1989: Paper Star (Paperitähti)
- 1990: Amazon
- 1991: Zombie und die Geisterbahn (Zombie ja kummitusjuna)
- 1993: Die letzte Grenze (The last border - viimeisellä rajalla)
- 1994: Tigrero: Ein Film, der nie gemacht wurde (Tigrero – Elokuva, joka ei valmistunut)
- 1995: H.A.R.P.: Bubble Struggle (Musikvideo)
- 1995: Condition Red (Jatkuva hälytystila)
- 1996: Sambólico (Kurzfilm)
- 1996: The Rhythm (Kurzfilm)
- 1998: L.A. Without a Map
- 1999: Highway Society
- 2002: Moro no Brasil (Dokumentarfilm)
- 2004: Honey Baby
- 2004: Bem-Vindo a São Paulo (Kurzfilm)
- 2005: Brasileirinho (Dokumentarfilm)
- 2008: Sonic Mirror (Dokumentarfilm)
- 2009: The House of Branching Love
- 2011: Brüder (Veljekset)
- 2012: Road North – Nordwärts (Tie Pohjoiseen)
- 2014: Scheidung auf Finnisch (Haarautuvan rakkauden talo)
- 2015: The Girl King (Tyttökuningas)
- 2019: Master Cheng in Pohjanjoki (Mestari Cheng)
- 2020: Eine Nacht in Helsinki (Yö armahtaa)
- 2022: Grump (Mielensäpahoittaja Eskorttia etsimässä)
- 2025: Every Note You Play

}